# Molly Russell (sciatrice)
Molly Russell (1981) è un'ex sciatrice alpina statunitense.

## Biografia
Originaria di Newfane e attiva dal febbraio del 1997, in Nor-Am Cup la Russell esordì il 22 febbraio 1999 a Sugarloaf in supergigante (7ª), ottenne il miglior piazzamento il 4 febbraio 2000 a Big Mountain in discesa libera (5ª) e prese per l'ultima volta il via il 7 marzo successivo a Whistler in supergigante (11ª). Si ritirò durante la stagione 2004-2005 e la sua ultima gara fu uno slalom gigante FIS disputato il 5 febbraio a Loon; non debuttò in Coppa del Mondo né prese parte a rassegne olimpiche o iridate.

## Palmarès

### Nor-Am Cup
- Miglior piazzamento in classifica generale: 20ª nel 2000